# Louis Jules Ernest Malinvaud
Louis Jules Ernest Malinvaud fue un médico, botánico y pteridólogo francés ( * 26 de septiembre de 1836 , París - 22 de septiembre de 1913 , ibíd.)

## Biografía
Huérfano temprano, fue criado por su abuela materna y luego por otro de sus familiares. Estudió en Limoges y se convirtió en licenciado en Artes y Ciencias en 1854. Interesado en la botánica, estableció relaciones con los botánicos en la región, incluyendo a Pierre Marie Edouard Lamy de la Chapelle (1804-1886).
En 1860, entró en la Facultad de Medicina de Limoges antes de venir a París, y en 1863 continuará sus estudios en París. Sin embargo, interrumpió sus estudios antes de graduarse de médico. Después de servir como cirujano durante la guerra de 1870, abandonó la práctica médica para dedicarse por completo a la botánica y a la Société Botanique de France. Publicó numerosos artículos sobre la flora francesa.

## Algunas publicaciones
- 1873. Note sur une excursion botanique dans les Départments du Lot et de l'Aveyron. Bulletin de la Société Linnéenne de Normandie. Ed. F. le Blanc-Hardel. 10 pp.

### Libros
- 1866. Note sur une station nouvelle du Verbascum Montanum Schrad. et sur quelques herborisations ã Folembray (Aisne). Ed. Impr. de E. Martinet. 393 pp.
- 1878. Sur quelques menthes des herbiers du Jardin botanique de Bruxelles. Ed. Impr. de E. Martinet. 18 pp.
- 1880. Observations relatives à la nomenclature des hybrides, principalement dans le genre Mentha. Ed. Impr. de E. Martinet. 28 pp.
- 1880. Simple apercu̧ des hybrides dans le genre Mentha. Bulletin de la Société botanique de France. Ed. Impr. de E. Martinet. 43 pp.
- 1888. Annotations au 4e fascicule des Menthes exsiccatae praesertim Gallicae. Ed. Bourloton. 84 pp.

- La abreviatura «Malinv.» se emplea para indicar a Louis Jules Ernest Malinvaud como autoridad en la descripción y clasificación científica de los vegetales.[1]

## Fuente
- françois Pellegrin. 1954. Un siècle de Société de botanique de France. Bulletin de la Société Botanique de France, supplément au n° 101 : 17-46.
- Esta obra contiene una traducción  derivada de «Louis Jules Ernest Malinvaud» de Wikipedia en francés, publicada por sus editores bajo la Licencia de documentación libre de GNU y la Licencia Creative Commons Atribución-CompartirIgual 4.0 Internacional.